# كييتشي شيغوساوا
كييتشي شيغوساوا (時雨沢恵一 شيغوساوا كييتشي) هو مؤلف ياباني ولد في 1972 في محافظة كاناغاوا.

## أعماله

### روايات
- رحلة كينو
- أكاديمية كينو
- سورد آرت أونلاين ألترنيتيف: غان غيل أونلاين
- طريق السلام

### روايات مرئية
- رحلة كينو: دولة الذكريات
- رحلة كينو: قصة الرحالة
- رحلة كينو: دولة خاصة بي

## وصلات خارجية
- كييتشي شيغوساوا على موقع IMDb (الإنجليزية)
- كييتشي شيغوساوا على موقع قاعدة بيانات الفيلم (الإنجليزية)
- كييتشي شيغوساوا على موقع ANN person (الإنجليزية)